# Louny město
Louny město – przystanek kolejowy w miejscowości Louny, w kraju usteckim, w Czechach. Znajduje się na wysokości 205 m n.p.m. Położony jest na południe od centrum miasta.
Jest zarządzany przez Správę železnic. Na przystanku nie ma możliwości zakupu biletów, a obsługa podróżnych odbywa się w pociągu.

## Linie kolejowe
- 114 Lovosice - Louny - Postoloprty
- 126 Most - Louny - Rakovník